# Clathurella canfieldi
Clathurella canfieldi är en snäckart som först beskrevs av Dall 1871.  Clathurella canfieldi ingår i släktet Clathurella och familjen kägelsnäckor. Inga underarter finns listade i Catalogue of Life.